# 黑莉·巴滕
黑莉·巴滕（英語：Haley Batten，1998年9月19日—），美国女子自行车运动员，2022年世界山地自行车锦标赛女子越野赛铜牌得主、2024年夏季奥林匹克运动会女子越野赛银牌得主。